# کیتی هیل (سیاستمدار)
کیتی هیل (انگلیسی: Katie Hill؛ زادهٔ ۲۵ اوت ۱۹۸۷) سیاست‌مدار اهل ایالات متحده آمریکا است. او از ژانویه تا نوامبر ۲۰۱۹ عضو مجلس نمایندگان ایالات متحده
از کالیفرنیا حوزهٔ ۲۵ام بود که در پی مطرح شدن اتهاماتی علیه او در خصوص روابط جنسی نامشروع با کارکنان کنگره، استعفای خود را از نمایندگی کنگره اعلام کرد.